# Vale do Alva

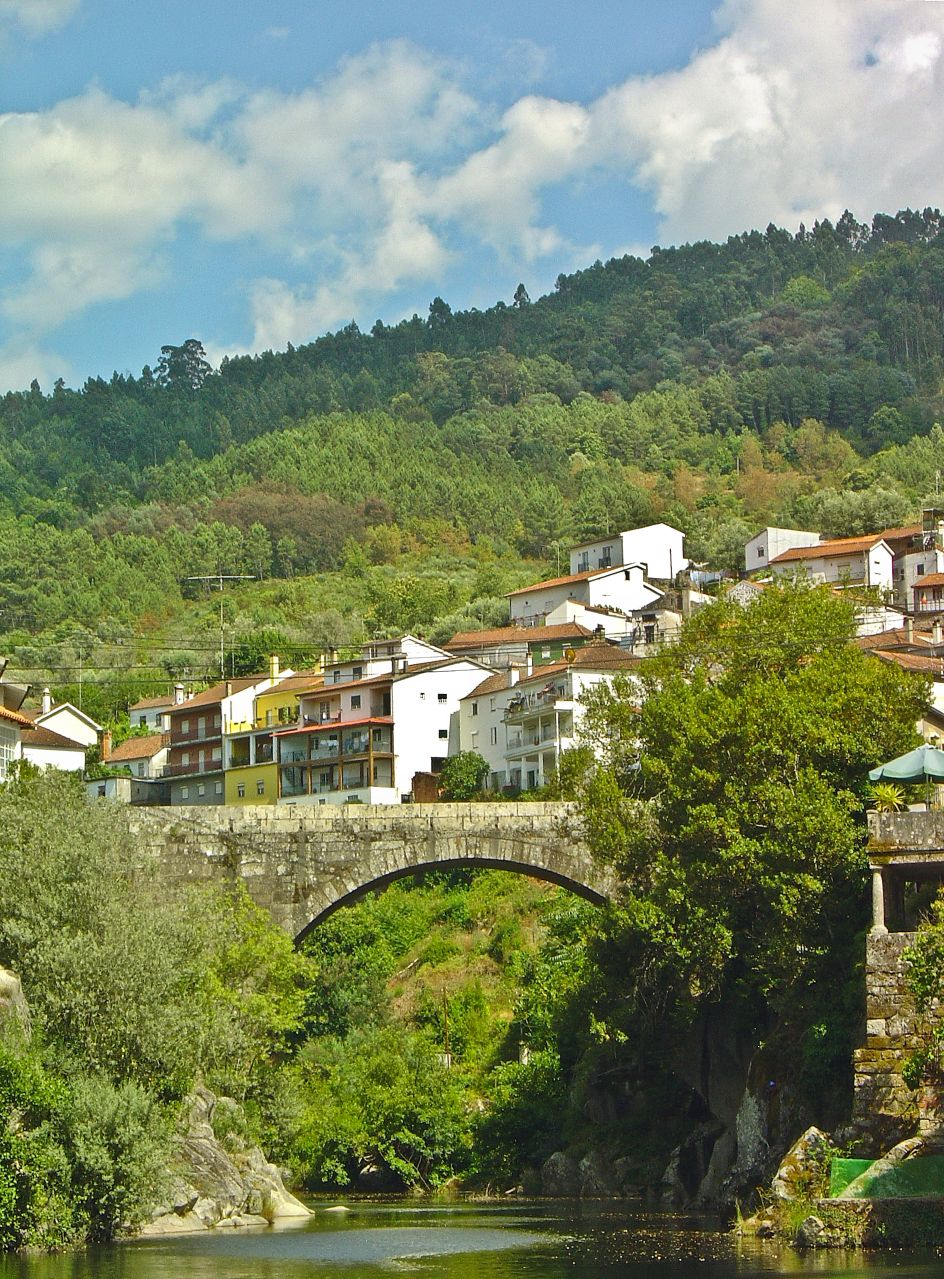
Avô localiza-se na margem direita do Rio Alva

O Vale do Alva é um vale formado pelo Rio Alva, na Serra da Estrela, onde tem origem, e Serra do Açor, que serpenteia até confluir no Rio Mondego.
No seu leito, muitas praias fluviais surgiram como São Gião, Avô, ou Caldas de S. Paulo.